# Karl von Mosengeil
Bernhard Karl Georg von Mosengeil (* 25. Mai 1840 in Meiningen; † 11. März 1900 in Bonn) war ein deutscher Mediziner und Hochschullehrer.

## Leben

### Herkunft und Werdegang
Karl von Mosengeil war ein Sohn aus der ersten Ehe von Julius Mosengeil mit Marie von Charpentier (1811–1840).
Er studierte erst Bergbau in Breslau, Berlin und Heidelberg und schloss das Studium 1862 in Heidelberg mit einer Promotion an der philosophischen Fakultät ab.
Anschließend studierte er in Bonn und Berlin Medizin und war dort Schüler von Bernhard von Langenbeck und Friedrich Busch. 1868 promovierte er in Berlin und lehrte dort von 1870 an als Dozent. Ab 1875 war er mit dem Titel Geheimer Medizinalrat in Bonn im Bereich der Chirurgie tätig.
Von Mosengeil veröffentlichte eine Vielzahl von wissenschaftlichen Abhandlungen.
Er war von 1870 bis zu seinem Tode Herr von Burg Lengsfeld. Sein Schwiegersohn Otto Bender wurde anschließend Herr von Burg Lengsfeld.
1871 bis 1880 stand er u. a. in Briefkontakt mit Ludwig Karl Aegidi und war 1887 auf dem International Medical Congress.
Im November 1897 erkrankte von Mosengeil schwer und erholte sich davon nicht mehr.

### Leistungen
Durch die Arbeiten des Amsterdamer Arztes Johann Georg Mezger angeregt führte er die Massage in Verbindung mit schwedischer Heilgymnastik in seine Behandlungen und Lehre mit ein, schaffte diese basierend u. a. auf einer Verbesserung des Blutstroms in den Venen wissenschaftlich mit verschiedenen Experimenten zu begründen und konnte diese Kombination damit erfolgreich etablieren.
Er probierte auch Massageöl für seine Behandlungen aus.

### Familie
Er war verheiratet mit Helene Prym (1851–1917), Tochter von Richard Prym, und hatte vier Kinder:
1. Herta Marie von Mosengeil (* 1878), verheiratet mit Otto Bender (Professor für Orthopädie und Anatomie in München)
2. Maria von Mosengeil (1880–1965), verheiratet mit Hermann Pauly
3. Margaretha Elisabeth von Mosengeil (1881–1961), verheiratet mit Alfred Mannesmann
4. Kurt Rudolf Friedrich von Mosengeil

### Trivia
Sein Grabmal stammt von Carl Wilhelm Schleicher.
Seine Witwe bewohnte von 1901 bis 1904 das Gutshaus Marxhagen.

## Werke (Auswahl)
- Beitrag zur Geschichte der osteoplastischen Resectionen, Dissertation, Lange, 1868
- Beobachtungen über örtliche Wärmeproduction bei Entzündungen, Langenbeck’s Archiv, Band 13, 1872
- Über ein mit nachfolgender subperiostaler Resektion des Knochenstumpfes kombiniertes Amputationsverfahren, Archiv für klinische Chirurgie, 1872
- Ueber Massage, deren Technik, Wirkung und Indication dazu, nebst experimentellen Untersuchungen darüber, 1875
- Blutung aus den Harnwegen, wodurch constantes Verstopfen des Catheters bewirkt wurde; Entleerung durch einen kleinen, im Catheter selbst angebrachten Pumpenapparat, 1875[10]
- Beschreibung einiger Hülfsapparate für electrotherapeutische Zwecke, 1876

## Lebensläufe
- Julius Pagel: Biographisches Lexikon hervorragender Ärzte des neunzehnten Jahrhunderts. Urban & Schwarzenberg, 1901, S. 1161
- Genealogisches Taschenbuch der briefadeligen Häuser, Perthes, 1919, S. 563